# 格拉贝格
格拉贝格（德語：Geraberg，發音：[ˈɡeːʁabɛʁk]）是德国图林根州伊尔姆县曾经的一个市镇，面积15.05平方千米，2017年12月31日人口为2,312人。2019年1月1日，格拉贝格与另外5个市镇合并为新市镇格拉塔尔。